# Masicera palpalis
Masicera palpalis là một loài ruồi trong họ Tachinidae.